# قاسم اسرار
قاسم اسرار (انگلیسی،Ghassem Asrar) دانشمند ایرانی-آمریکایی، در زمینهٔ علوم زمین و فضا است. وی از نوامبر سال ۲۰۱۹ به‌عنوان معاون ارشد علوم در اتحادیه تحقیقات فضایی دانشگاه‌های آمریکا (USRA) خدمت کرده‌است.

## زندگی و تحصیلات
اسرار، از اهالی شیراز و بزرگ‌شده این شهر، بزرگ‌ترین فرزند یک خانواده نه نفره است. ایشان در سال ۱۹۷۸ میلادی برای ادامه تحصیلات تکمیلی خود در دانشگاه میشیگان به آمریکا رفت و. او علاوه بر اخذ مدرک کارشناسی ارشد خود در ۲ رشتهٔ بیوفیزیک محیطی و مهندسی عمران، موفق به اخذ مدرک دکتری مطالعات بین رشته‌ای خود در زمینهٔ فیزیک محیطی شده‌است. ایشان به مدت ۹ سال به تحقیقات خود ادامه داد و در این دوران، دانشجویان زیادی را در مقاطع تحصیلی کارشناسی تا تحصیلات تکمیلی آموزش داد.

## موقعیت‌های شغلی

### سال ۱۹۸۷
پس از ۹ سال آموزش به دانشجویان و پژوهش در فضای آکادمیک، اسرار در سال ۱۹۸۷ به ناسا پیوست. در این سال اسرار به عنوان دانشمند بازدیدکننده به مرکز فرماندهی ناسا نقل مکان کرد و در آن‌جا برنامه‌های جدیدی را در علم سنجش از دور و مدل‌سازی سطح زمین توسعه داد.

### ۱۹۹۲ تا ۱۹۹۸
اسرار از سال ۱۹۹۲ تا ۱۹۹۸ به‌عنوان دانشمند ارشد سیستم مشاهده زمین(EOS) در بخش علوم زمین ناسا خدمت کرد. او تیمی را رهبری می‌کرد که در حال توسعهٔ اولویت‌های علمی و اهداف اندازه‌گیری برای یک‌سری ماهوارههای پیشرفتهٔ در حال گردش در مدار زمین بودند که وظیفه‌شان بررسی ارتباط بین سطح زمین، اقیانوس‌ها، یخ‌کره و جو زمین بود. او برنامه‌های مربوط به تحقیقات بین‌رشته‌ای علوم سیستم زمین، فراهم‌کردن کمک‌هزینه برای دانشجویان تحصیلات تکمیلی و برنامه‌های پژوهشگران جدید را برای حمایت از آموزش نسل بعدی دانشمندان و مهندسان زمین تأسیس و مدیریت کرد.

### ۱۹۹۸
اسرار در سال ۱۹۹۸ به عنوان مدیر همکار دفتر علوم زمین ناسا منصوب شد. تا زمانی که ایشان در این منصب قرار داشت، این دفتر ۱۵ ماهواره سیستم رصد زمین و قابلیت‌های سیستم مدیریت داده و اطلاعات مرتبط را توسعه داده و با موفقیت پرتاب کرد. او متعاقباً به‌عنوان معاون مدیر اداره علوم ناسا منصوب شد. در این ظرفیت توسعه یافته، اسرار بر توسعه و پرتاب ماهواره‌ها و مأموریت‌های روباتیکی که کل منظومه شمسی را کاوش می‌کنند، نظارت داشت.

### از سال ۲۰۰۶ تا سال ۲۰۱۹
ایشان در سال ۲۰۰۶ ناسا را ترک کرد و با سمت معاون مدیر منابع طبیعی و سیستم‌های کشاورزی در وزارت کشاورزی ایالات متحده مشغول به کار شد. در مارس ۲۰۰۸ نیز مدیر برنامه جهانی تحقیقات آب و هوا (WCRP) سازمان جهانی هواشناسیِ (WMO) ژنو سوئیس شد و تا نوامبر ۲۰۱۳ در این سمت خدمت کرد.
اسرار در دسامبر ۲۰۱۳ به‌عنوان مدیر مؤسسه تحقیقات جهانی مشترک که حاصل مشارکت بین آزمایشگاه ملی شمال غرب اقیانوس آرام و دانشگاه مریلند است به این مؤسسه نقل مکان کرد.

### ۲۰۱۹ به بعد
اسرار در سال ۲۰۱۹ به سمت معاون ارشد علوم در اتحادیه تحقیقات فضایی دانشگاه‌ها منصوب شد.

## جوایز و افتخارات
اسرار جوایز متعددی را دریافت کرده که از آن‌ها می‌توان به جایزه عملکرد استثنایی ناسا (۱۹۸۷)، مدال خدمات ممتاز ناسا (۱۹۹۹) و مدال ناسا برای رهبری برجسته (۲۰۰۰) اشاره کرد.
اسرار عضو اتحادیه ژئوفیزیک آمریکا (AGU)، انجمن هواشناسی آمریکا (AMS) و موسسه مهندسان برق و الکترونیک(IEEE) است.